# 金色のライオン (長渕剛の曲)
「金色のライオン」（きんいろのライオン）は、2004年12月4日に発売された日本のミュージシャン、長渕剛の37枚目のシングル。

## 解説
長渕剛単独の作品としては、「しあわせになろうよ」から約1年半ぶりのシングル。「金色のライオン」は、本人がイメージキャラクターを務めるau・京セラA1403KのCMソングとなった。ファン限定のサンキューライブではCMのメイキングビデオが流され、大いに盛り上がった。
カップリングの「Myself」はライブアルバム「長渕剛 ALL NIGHT LIVE IN 桜島 04.8.21」からのカット。
「金色のライオン」は、オリジナルアルバム未収録となった。

## 収録曲
- 全曲、作詞・作曲：長渕剛、編曲：長渕剛・笛吹利明

1. 金色のライオン
2. Myself <04.8.21 桜島 ALL NIGHT LIVE VERSION>
3. 金色のライオン <Instrumental>